# Ferme de Campigliola
La ferme de Campigliola (en italien : Fattoria della Campigliola) est une ferme fortifiée située dans la partie sud  de la commune de Manciano (province de Grosseto), en Toscane. Elle se trouve le long de la route menant au parc archéologique de Vulci.

## Histoire
Au XIIe siècle, la domination des Aldobrandeschi établie dans la région, consolide un système d'imposantes structures défensives encore visibles aujourd'hui, les forteresses aldobrandesques. Parmi les plus importants on trouve la Rocca di Montauto, mais aussi : le château de Scerpena, le château de Scarceta, le fort de Macchiatonda, la ferme de Campigliola, la ferme de Marsiliana, le château de Stachilagi, la tour Crognola et la tour de Buranaccio. 

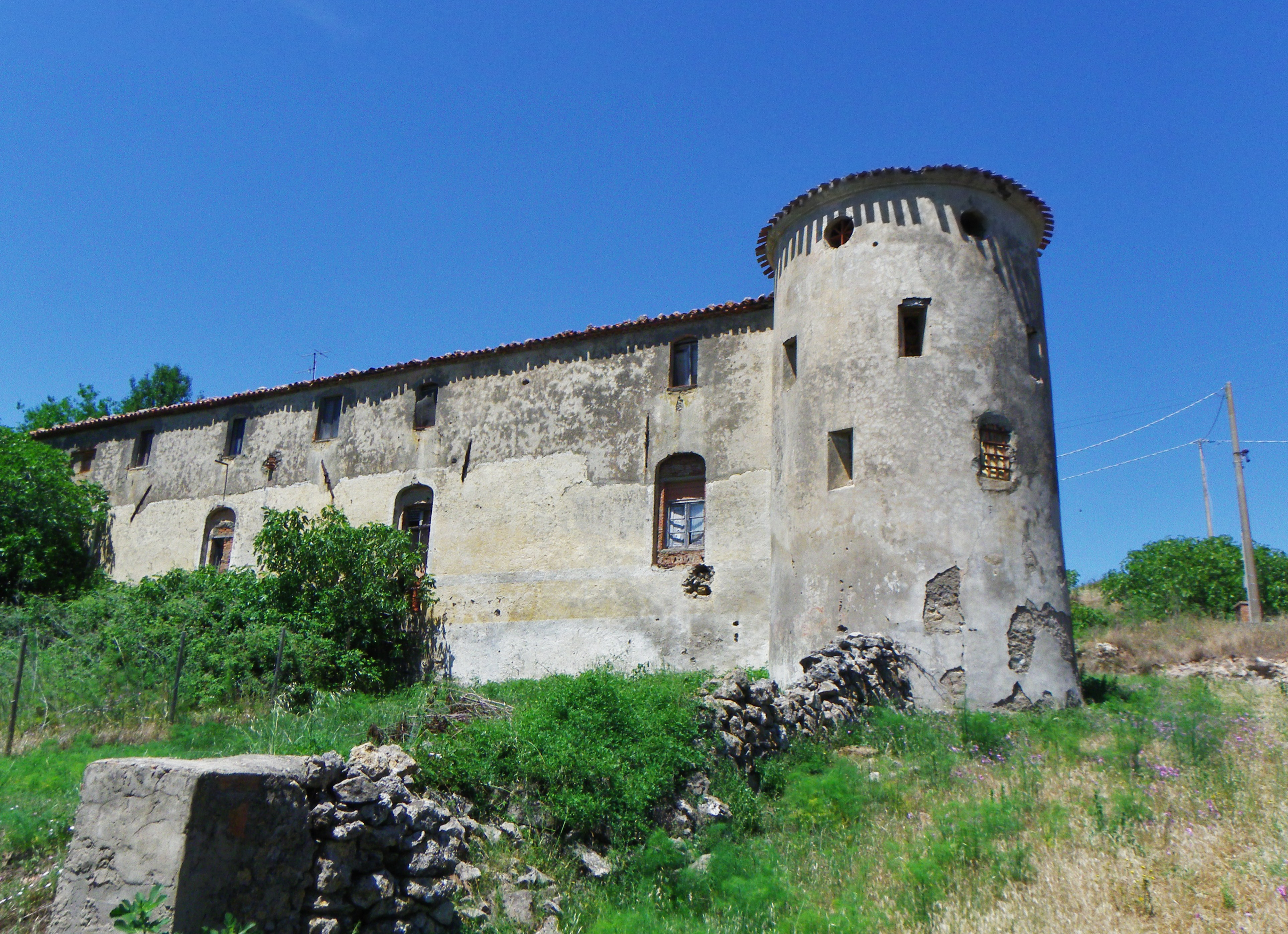
La tour ronde d'angle.

Un premier édifice fut probablement construit au Moyen Âge et, au cours du XVIIe siècle, il fut considérablement agrandi et transformé en ferme fortifiée. La ferme est composée de deux bâtiments dont le principal, de plan en « L », présente une tour ronde en position angulaire avec diverses ouvertures et, à l'autre extrémité, une tour de plan carré. Le complexe a subi d'autres rénovations au cours des périodes suivantes, qui ont toutefois discrètement conservé l'apparence de grange de la structure.
C'est maintenant un hôtel se trouvant à 20 km des thermes de Saturnia.

## Actuellement
Le site de la ferme fortifiée de Campigliola a vu la construction de la ferme biologique La Campagliola en 2008. Celle-ci produit des herbes aromatiques, du safran et du miel, ainsi que de l'huile d'olive.